# 安德鲁·格雷格·柯廷
安德鲁·格雷格·柯廷（Andrew Gregg Curtin，1817年4月22日—1894年10月7日），美国政治家，在美国内战期间任宾夕法尼亚州州长（1861年-1867年），之后担任美国驻俄罗斯公使（1869年-1872年）和美国众议院议员（1881年-1887年）。